# Jean Georget (peintre)
Ne doit pas être confondu avec Jean Georget.
Jean Georget, né en 1763 et mort en 1823 à Paris, est un peintre français.

## Biographie
Élève de Jacques-Louis David, il commence par peindre des miniatures puis se concentre sur la peinture sur porcelaine où il se montre grand coloriste. 
Ses deux œuvres les plus connues sont François Ier et Charles-Quint visitant la basilique de Saint-Denis d'après Antoine-Jean Gros et La Femme hydropique d'après Gérard Dow.
En 1800, il épouse Angélique Marie Legros (1773-1849).
Il meurt à l'âge de 61 ans.